# Mistrovství Československa v krasobruslení 1957
Mistrovství Československa v krasobruslení 1957 se konalo 26. ledna a 27. ledna 1957 v Praze.

## Medaile
| Kategorie      | Zlato                          | Zlato     | Stříbro                      | Stříbro    | Bronz           | Bronz      |
| Muži           | Karol Divín                    | 3 - 936,4 | Gerhardt Bubník              | 11 - 725,4 | Pavel Fohler    | 15 - 717,4 |
| Ženy           | Jindra Kramperová              | 5 - _23,7 | Jitka Hlaváčková             | 12 - 880,6 | Jana Dočekalová | 13 - 8_2,2 |
| Sportovní páry | Věra Suchánková Zdeněk Doležal | 5 -       | Hana Dvořáková Karel Vosátka | 10 -       | Červenková ???  | 15 -       |

- čísla udávají celkové hodnocení, první za přednes a druhá počet bodů